# Côte-de-rouffach
Le côte-de-rouffach, ou alsace côte de Rouffach, est soit un vin blanc produit avec les cépages gewurztraminer, pinot gris ou riesling, soit un vin rouge fait avec du pinot noir. L'aire de production est limitée à une partie des communes de Pfaffenheim, Rouffach et Westhalten dans le Haut-Rhin, l'essentiel de l'aire de production encadrant celle des grands crus vorbourg et Steinert.
C'est une dénomination géographique complémentaire créée en octobre 2011 au sein de l'appellation vin d'Alsace.
Selon les Douanes, la superficie revendiquée en 2023 sous la dénomination est de 13,12 hectares, dont 10,55 ha pour produire du vin blanc et 2,57 ha pour du blanc. La production déclarée en 2023 a été d'un total de 550 hectolitres, dont 420,7 hl de blanc et 129,5 hl de rouge (un hectolitre = 100 litres = 133 bouteilles de 75 cl).
Le rendement maximum autorisé par le cahier des charges est de 72 hectolitres par hectare en blanc et de 60 hl/ha en rouge ; le rendement butoir est de 79 hl/ha en blanc et de 66 en rouge. En 2023, les rendements moyens ont été de 40 hl/ha en blanc et de 50 en rouge.